# Ladislav Skřivánek
Ladislav Skřivánek (21. června 1877 Čáslav – prosinec 1957 Praha) byl český architekt, urbanista, malíř a pedagog.

## Život
Vystudoval Vysokou školu technickou ve Vídni. Také zde navštěvoval Akademii výtvarných umění, kde byl žákem Friedricha Ohmanna. V Berlíně absolvoval seminář pro stavbu měst.
V letech 1900–1902 pracoval jako asistent na České státní průmyslové škole v Plzni. Šest let poté odešel do Prahy, v roce 1912 byl jmenován profesorem deskriptivní geometrie Uměleckoprůmyslové školy. Mezi studenty však nebyl příliš oblíben „pro svou nesmlouvavou povahu a neschopnost akceptovat nové směry“.
Kromě projektování budov Skřivánek také pracoval na zastavovacích a regulačních plánech měst a předměstí, např. Velká Olomouc, Nová Paka, Domažlice, Sušice, Praha nebo Plzeň.

## Dílo
- školy a občanská záložna, Hlinsko

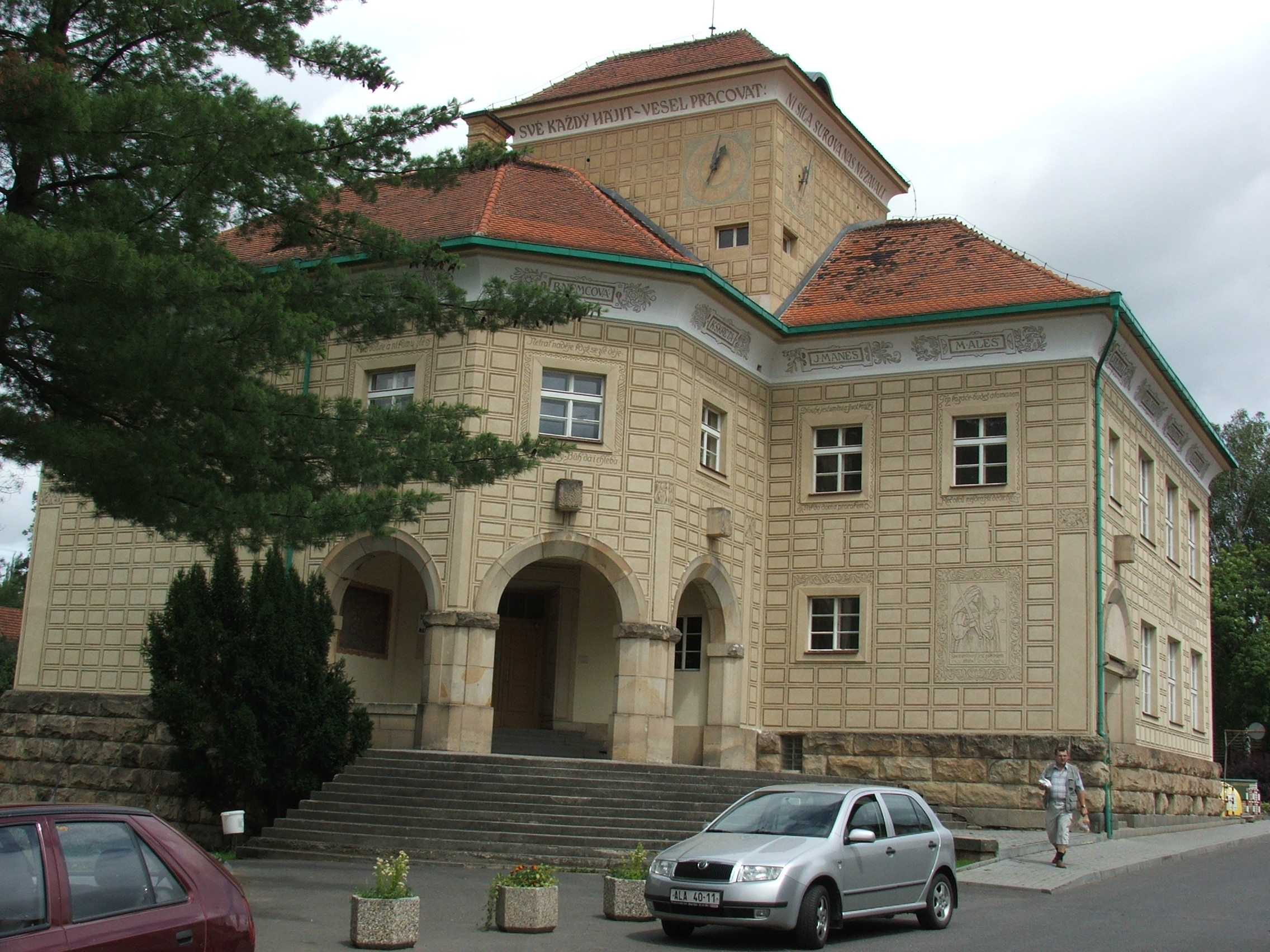
Husova škola v Krušovicích

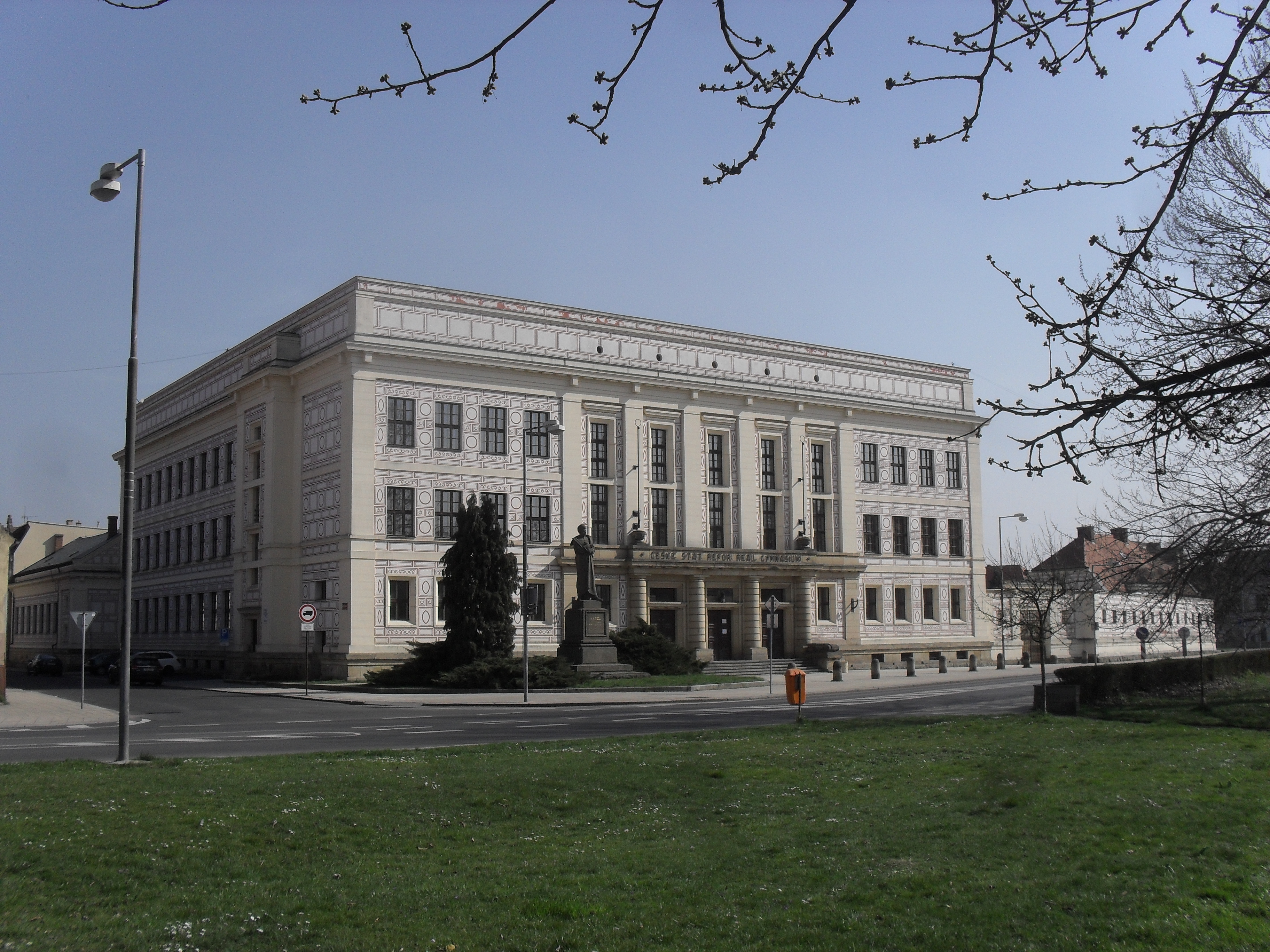
Gymnázium v Duchcově

- dům Dr. Čeňka Ježdíka, U tvrze, Hlinsko (1904)[3]
- dům U Matky Boží, Plzeň (1904)
- budova Obchodní a živnostenské komory, Plzeň (1905)
- Hoppeho vila ve Vysokém Mýtě (1905)
- radnice a měšťanské školy, Opočno (1907)
- kaple sv. Prokopa, Pec pod Čerchovem (1909–1910)
- činžovní dům, Eliášova 5, Praha-Dejvice (s Josefem Paroulkem) (1909–1911)
- nájemní dům, U Písecké brány 24, Praha-Hradčany (1911–1912)
- obecná a měšťanská škola, dnes ZŠ UNESCO Uherské Hradiště (1912–1913)
- Husova škola, Krušovice (1912–1915)
- Vyšší státní reálka, Nová Paka (1913)
- nájemní dům, Žatecká 2 a Platnéřská 17, Praha (s Jože Plečnikem, 1914)
- přestavba zámku, Lukavec (1914)
- Česká státní průmyslová škola (dnes SPŠ stavební Plzeň, 1915–1920)
- Všeobecný penzijní ústav, Podskalská ul., Praha (1920–22)
- Měšťanská škola, dnes gymnázium Piešťany (1921–26)
- vila dr. Šrota, tř. Spojenců 20, Olomouc (1923–24)
- budova státních úřadů, Domažlice (1923–28)
- základní škola T. G. Masaryka, Sušice (1924–26)
- Matulova vila, Hlinsko (1924–25)
- Masarykova základní škola Klatovy (1925)
- České reálné gymnázium Duchcov (1927)
- filiálka Národní banky československé, Banská Bystrica (1930–1932)[2]

## Fotogalerie

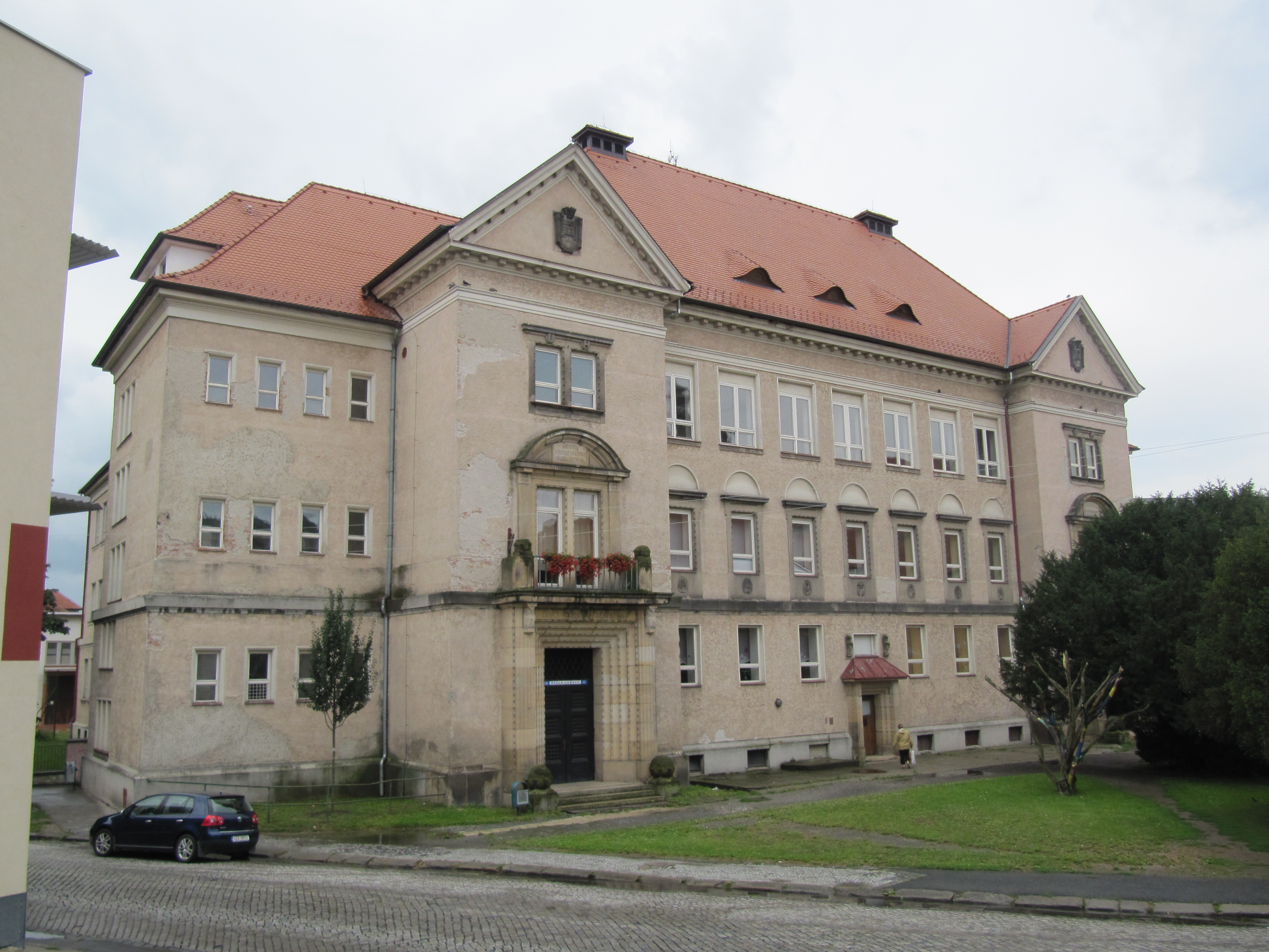
ZŠ UNESCO, Uherské Hradiště
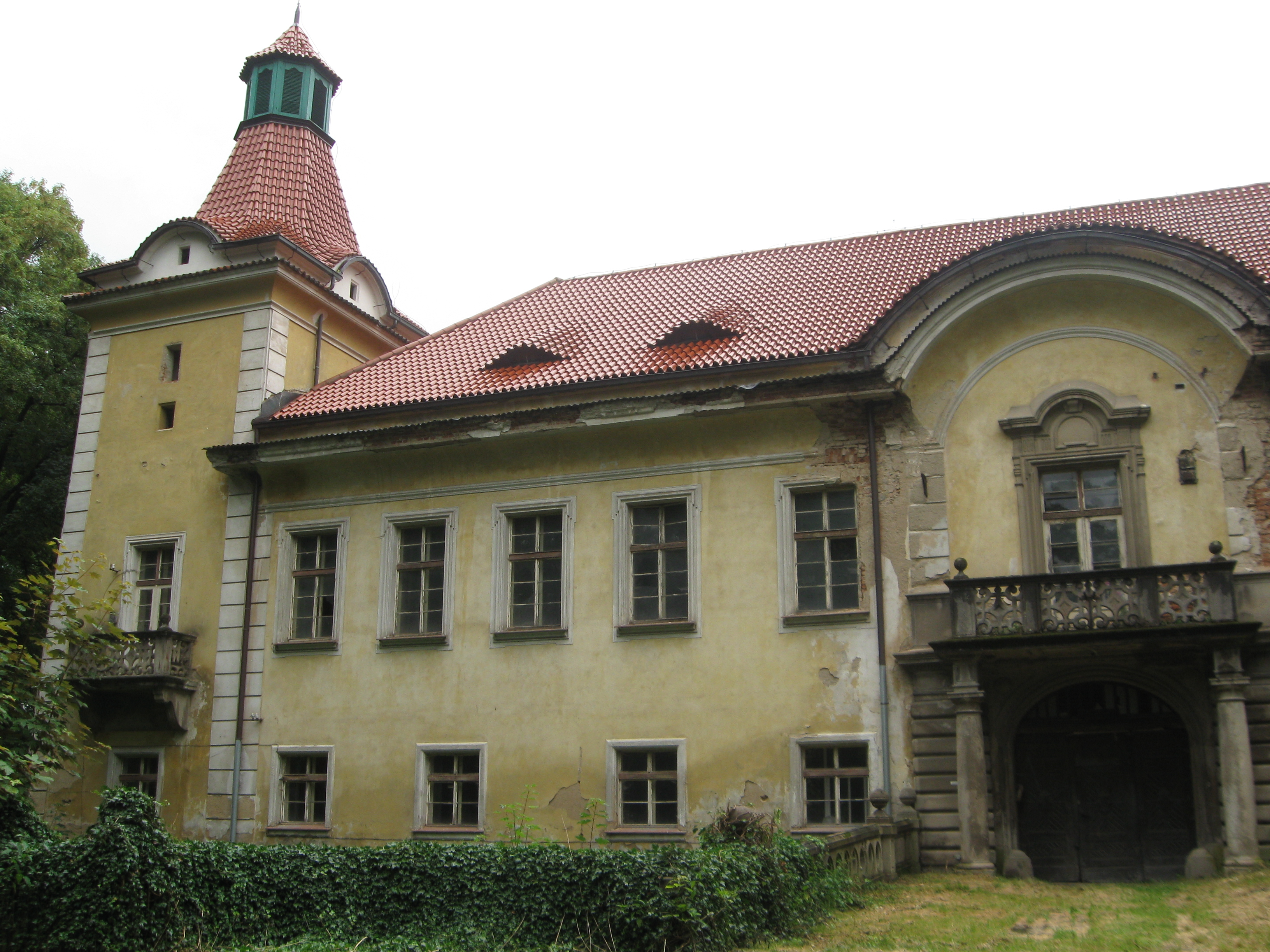
Zámek Lukavec
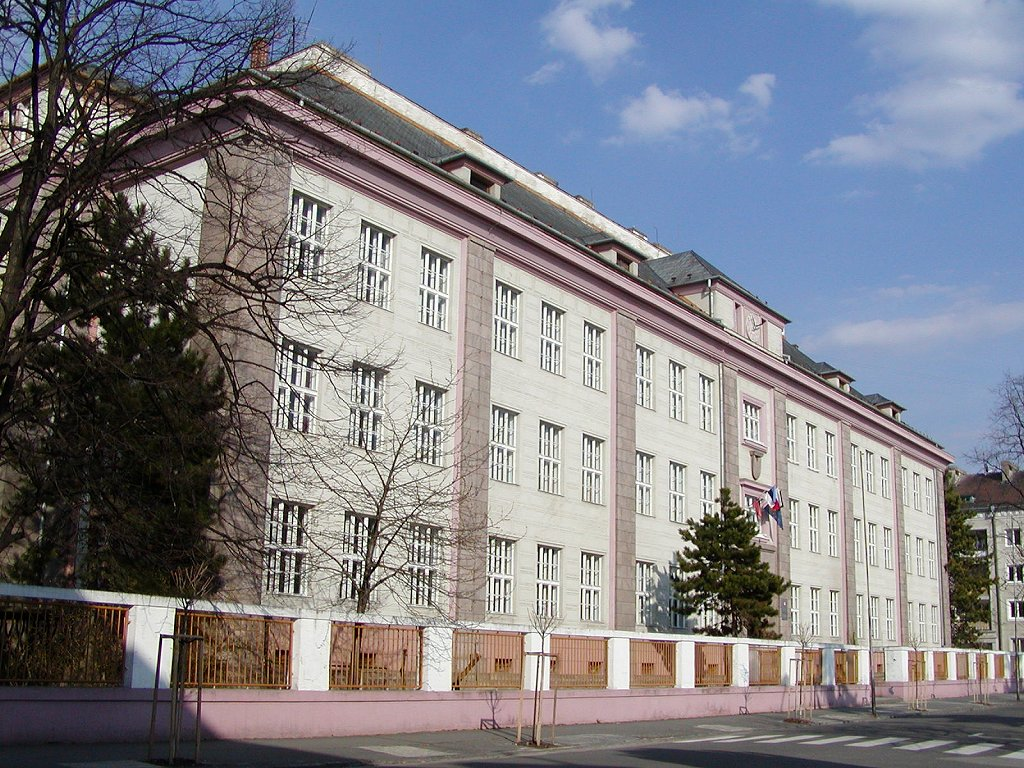
Gymnázium Pierra de Coubertina, Piešťany
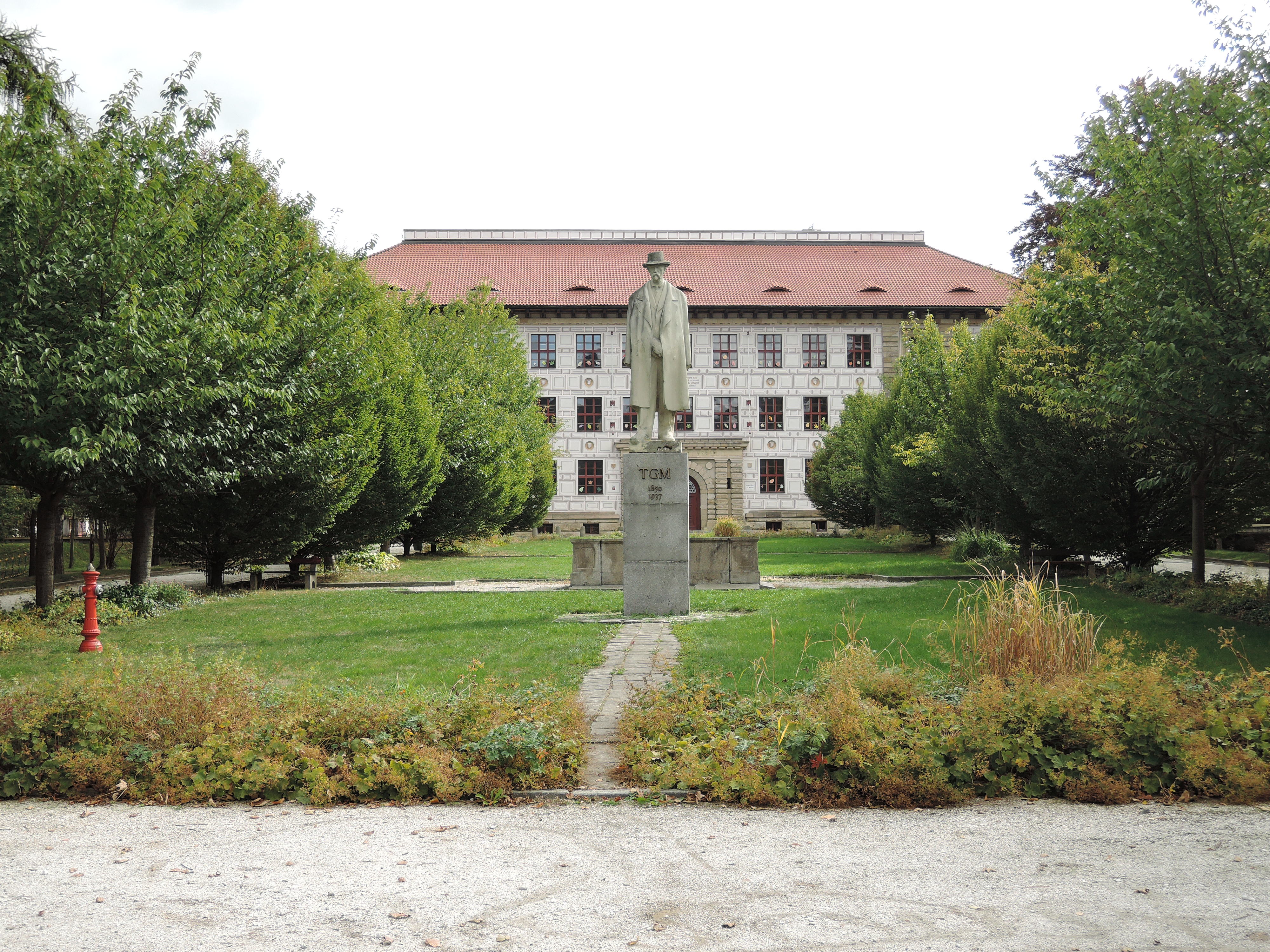
ZŠ Sušice